# Conseil souverain de la Nouvelle-France

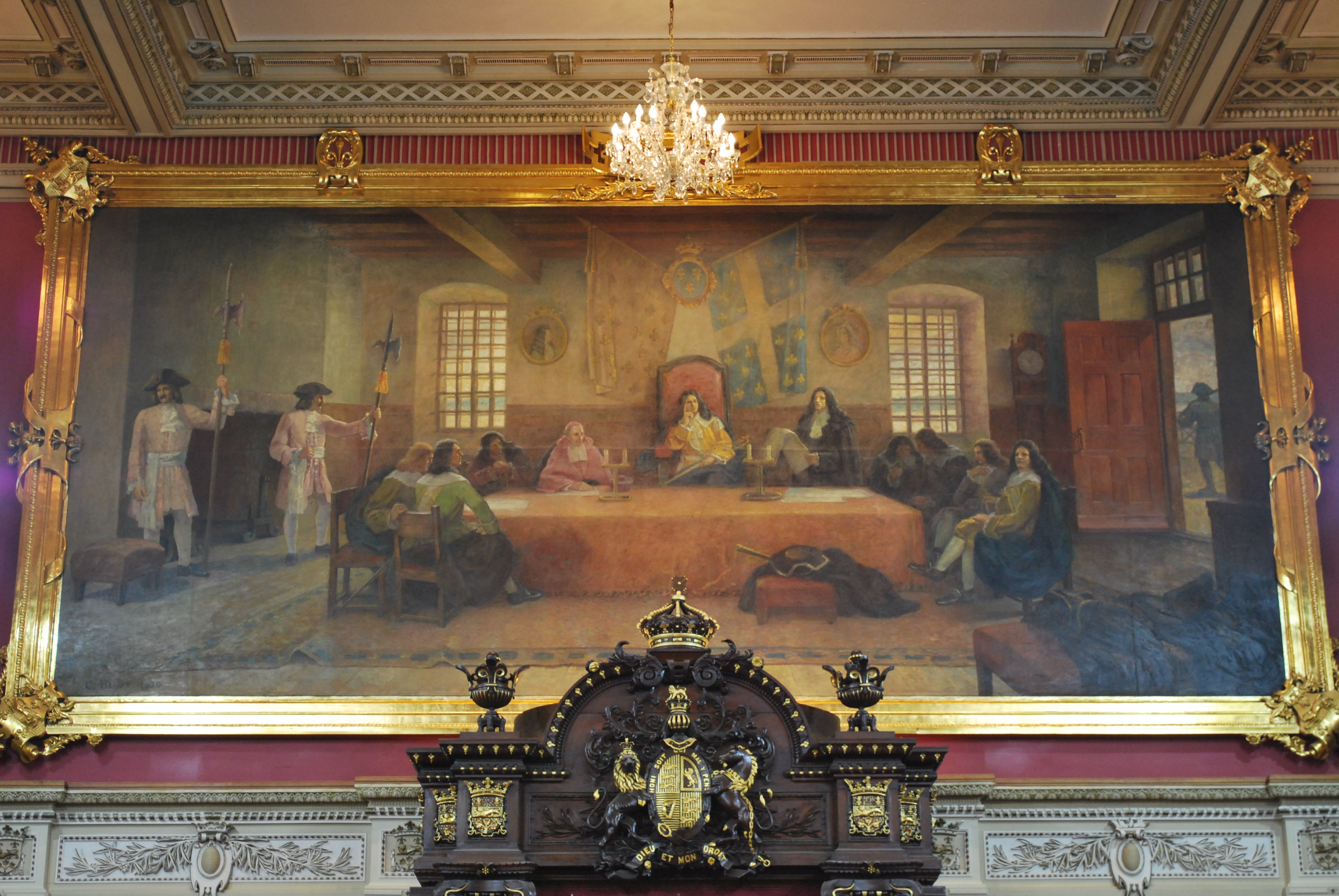
Tableau de Charles Huot (1930) représentant le Conseil souverain. Il se trouve dans le salon rouge, auparavant salle du Conseil législatif, de l'hôtel du Parlement du Québec.

Le Conseil souverain de la Nouvelle-France (ou Conseil supérieur après 1702) est une institution établie par Louis XIV en avril 1663. Il perdure jusqu'à la capitulation de la Nouvelle-France en 1760.
Le Conseil souverain est essentiellement un tribunal d'appel pour les causes civiles et criminelles. Les trois principaux personnages à y siéger sont le gouverneur, l'évêque et l'intendant. Ce dernier en préside les délibérations à partir de 1675. Il comprend en plus notamment un greffier, un procureur général et un nombre déterminé de conseillers (entre 5 et 12). Ses membres répondent du Conseil du roi.

## La fondation du Conseil souverain
En avril 1663, le roi Louis XIV implante un gouvernement royal dans sa colonie du Canada. La Compagnie des Cent-Associés ayant été révoquée, le roi veille à ce que de nouvelles institutions en assurent désormais l'administration. Dans un édit, le Conseil souverain, qui se veut un tribunal d'appel, est créé: « Le Conseil connaîtra de toutes causes civiles et criminelles pour juger souverainement et en dernier ressort selon les lois et ordonnances de notre royaume et y procéder autant qu'il se pourra en la forme et manière qui se pratique et se garde en notre cour de Parlement de Paris ».
Siégeant à Québec, cette cour de justice relèvera du Parlement de Paris. Ses décisions deviennent des arrêts. La même année, le Conseil fait établir une Sénéchaussée royale à Montréal de même qu'une juridiction royale à Trois-Rivières. En 1667, la Prévôté est fondée à Québec. Le Conseil reçoit de son côté les causes en appel.

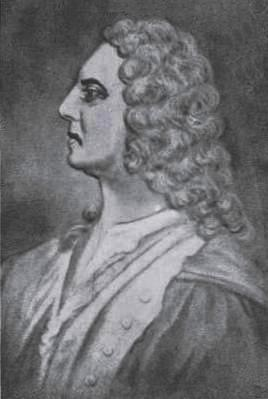
Le gouverneur de Mézy siège au Conseil souverain créé en 1663.

Le premier Conseil souverain comprend le gouverneur Augustin de Saffray de Mézy et le vicaire apostolique Mgr François de Laval. Ils ont nommé « conjointement et de concert » les 5 conseillers, dont le mandat d'un an est renouvelable (Louis Rouer de Villeray, Jean Juchereau de la Ferté, Denis-Joseph Ruette d'Auteuil, Charles Legardeur de Tilly et Mathieu Damours de Chauffours). On retrouve également le commissaire royal Louis Gaudais-Dupont, le procureur général Jean Bourdon, le greffier Jean-Baptiste Peuvret de Mesnu. La première séance a lieu le 18 septembre 1663 dans la résidence de l'huissier Jean Levasseur dit Lavigne sur la rue Sainte-Anne. Le Conseil souverain enregistre son édit de création au cours de celle-ci.
L'historienne Marie-Eve Ouellet distingue deux types de magistrats. D'une part, le président et les conseillers instruisent et jugent les différentes affaires soumises au conseil. D'autre part, le parquet des gens du roi, représenté par le procureur général chargé de défendre les intérêts de la couronne française.
De nombreux conflits marquent les premières années du Conseil souverain au sujet de la nomination des conseillers, qui mèneront même à une vive altercation entre le gouverneur Augustin de Saffray de Mézy et le procureur général Jean Bourdon ainsi que des divergences de vue entre de Mézy et Mgr de Laval. Ce dernier, n'ayant pas été consulté sur la nomination des conseillers comme il aurait dû l'être, ne se présente plus au Conseil en guise de protestation.

## Une diminution constante de ses pouvoirs

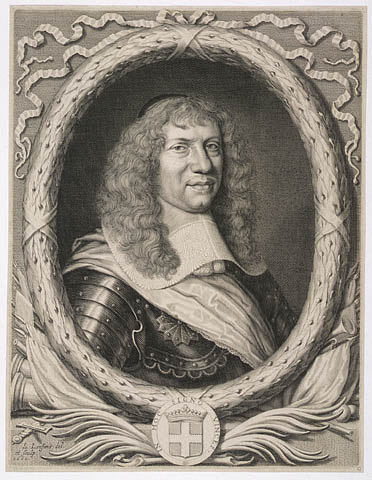
Alexandre de Prouville de Tracy est chargé de régler les problèmes qui ont miné le Conseil souverain durant ses premières années.

Dès 1665, les pouvoirs du Conseil souverain diminuent au profit de l'intendant. Ce dernier peut désormais trier et juger les causes civiles de même que décider lesquelles seront entendues par le Conseil souverain.
Mézy étant décédé en mai 1665, le gouverneur intérimaire Jacques Leneuf de la Poterie tente de prendre la tête du Conseil mais tous les conseillers s'y opposent. C'est plutôt le marquis Alexandre de Prouville de Tracy, chargé notamment de régler les problèmes qui y sont nés, qui réunit le Conseil souverain le 6 juillet 1665. Il y fait enregistrer les lettres patentes de la Compagnie des Indes, du gouverneur Daniel de Rémy de Courcelles et de l'intendant Jean Talon.

### Les responsabilités de l'intendant
Un an passe ensuite sans que le Conseil ne se réunisse à nouveau, le 6 décembre 1666. La question de la préséance des places est alors décidée. Le gouverneur est au premier rang, suivi de Mgr de Laval, nommé « conseiller perpétuel ». L'évêque ne peut désormais plus donner son avis sur la nomination des conseillers. L'intendant Talon occupe la troisième place, puis l'agent général de la Compagnie des Indes, Mille-Claude Le Barroys, et les cinq conseillers par ordre de nomination. En 1667, la présidence du Conseil souverain est assurée par le gouverneur.
À l'origine, le Conseil peut émettre des règlements de police mais la présence d'un intendant dans la colonie change les choses. S'ils peuvent continuer de faire des arrêts à cet égard, les conseillers doivent obtenir au préalable l'avis de l'intendant et du gouverneur. La juridiction civile passe également à l'intendant, chargé de « rendre bonne et brève justice ». La question de l'eau-de-vie, dont la vente aux Autochtones est permise par l'intendant Talon, sera l'objet d'un conflit important au Conseil avec Mgr de Laval au cours de cette période.
Le 4 juin 1672, Talon peut désormais faire seul « des règlements de police tant pour le général du dit pays que pour les habitations particulières ». Le gouverneur Louis de Buade de Frontenac, à son entrée au Conseil, fait prêter serment aux conseillers, qu'il fera par la suite renouveler annuellement. Les conseillers s'entendent aussi sur le protocole à suivre pour admettre un nouveau gouverneur: « quatre conseillers se transporteront au château Saint-Louis pour inviter le gouverneur à venir siéger; ils l'accompagneront ensuite jusqu'au palais de l'intendance et, à l'intérieur, les deux plus anciens conseillers ouvriront la marche, suivis du gouverneur et, en retrait, des deux autres conseillers. » Cette façon de faire perdurera jusqu'à la Conquête.
Les années Frontenac (1672 à 1682) sont tumultueuses pour le Conseil. Le gouverneur cherche constamment à imposer ses façons de faire ou ses idées que ce soit en matière de règlements de police, de règlement de conflits (qu'il tranche en audiences privées) ou de la composition du Conseil souverain. Le ministre doit bien souvent le rappeler à l'ordre quant à ses prérogatives et celles de l'intendant et du Conseil.

### Le Conseil est réaménagé en 1675

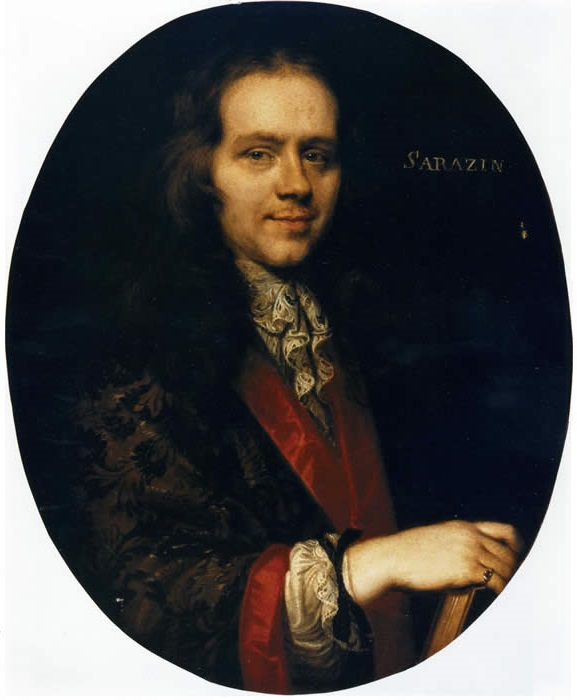
Michel Sarrazin est membre du Conseil supérieur de 1707 à 1734.

De plus, un nouvel intendant - Jacques Duchesneau de La Doussinière et d'Ambault - est nommé. Arrivé en août 1675, il amène avec lui un édit daté du 5 juin précédent par lequel le Conseil souverain est réorganisé, permettant la nomination de deux conseillers supplémentaires. Maintenant au nombre de sept, ils sont nommés par le roi à vie. C'est ce dernier seulement qui pourra les démettre. Le gouverneur occupe le premier siège tandis que l'évêque aura le loisir, lorsqu'il sera absent, d'être représenté par le grand vicaire. À partir de 1675, l'intendant occupe la troisième place comme président du Conseil souverain. Même s'il peut le faire avec l'aide des conseillers, il a le pouvoir de rédiger seul les règlements de police. L'intendant peut également « juger souverainement seul en matières civiles ». La prévôté est supprimée. Pendant deux ans, c'est le Conseil qui joue son rôle. Québec retrouve une prévôté - qui agit à titre de tribunal de première instance - en 1677. En 1679, un conflit opposant le gouverneur à l'intendant concernant la présidence mine les séances du Conseil souverain. Encore une fois, le Conseil du roi est appelé à intervenir. L'affaire remonte jusqu'au roi Louis XIV lui-même. Ce dernier accorde finalement la présidence à l'intendant.
Le 10 mars 1685, le Conseil du roi interdit, après que les conseillers en aient pris l'initiative, au Conseil souverain de faire des règlements de police sans le gouverneur et l'intendant.

### Derniers changements auXVIIIesiècle
Au début du XVIIIe siècle, le Conseil connaîtra encore quelques changements importants. En 1702, l'institution change de nom pour celui de Conseil supérieur et perd ses privilèges quant à l'enregistrement des ordonnances et des actes royaux. Il doit désormais obtenir au préalable l'autorisation du gouverneur et de l'intendant. L'année suivante, le 19 octobre, le nombre de conseillers passe à 12 - onze laïcs et un clerc - afin de remédier à l'absentéisme trop fréquent des membres.

Comment se déroule une séance du Conseil supérieur au XVIIIe siècle? Claude-Charles Bacqueville de La Potherie en donne une idée. Il écrit à ce sujet en 1722:
Les conseillers sont placés selon leur ancienneté; ils entrent tous en épée au Conseil. Après qu'un conseiller a fait son rapport sur une affaire civile, le procureur général donne ses conclusions. Quand il s'agit du criminel il les donne cachetées au rapporteur avant les opinions. L'intendant recueille les voix, commençant par le rapporteur, prend à droite ou à gauche les avis, jusqu'au gouverneur général qui dit les siens, et l'intendant de même, qui ensuite prononce l'arrêt.
Le 30 mai 1724, le Conseil du roi prend une décision conséquente : il interdit dorénavant aux conseillers de « se mêler en nulle façon ni directement ni indirectement de ce qui regarde le gouvernement ». Cette décision est réitérée quatre ans plus tard. Comme le mentionne l'historien Christian Blais, « les conseillers ne conserveraient plus que leur attribution judiciaire et celle des insinuations (lettres de noblesse, provisions de charges et d'offices, concessions de terres, donations [...] ». Le Conseil supérieur doit toutefois nécessairement enregistrer les déclarations royales ainsi que les ordonnances du gouverneur et l'intendant.
En 1742, un dernier changement est apporté à l'institution. Le gouverneur et l'intendant peuvent nommer jusqu'à 4 assesseurs (dans le sens d'adjoints) en plus.
Le Conseil supérieur tient la dernière réunion de son histoire le 28 avril 1760, le même jour que la bataille de Sainte-Foy. L'institution perdure donc pendant près de cent ans, soit jusqu'à la capitulation de la colonie en septembre 1760. Possédant beaucoup de pouvoirs à sa fondation, au fil des ans, le Conseil devient davantage un exécutant des décisions du gouverneur et de l'intendant. Il devient presque exclusivement un tribunal d'appel.

## Le siège du Conseil

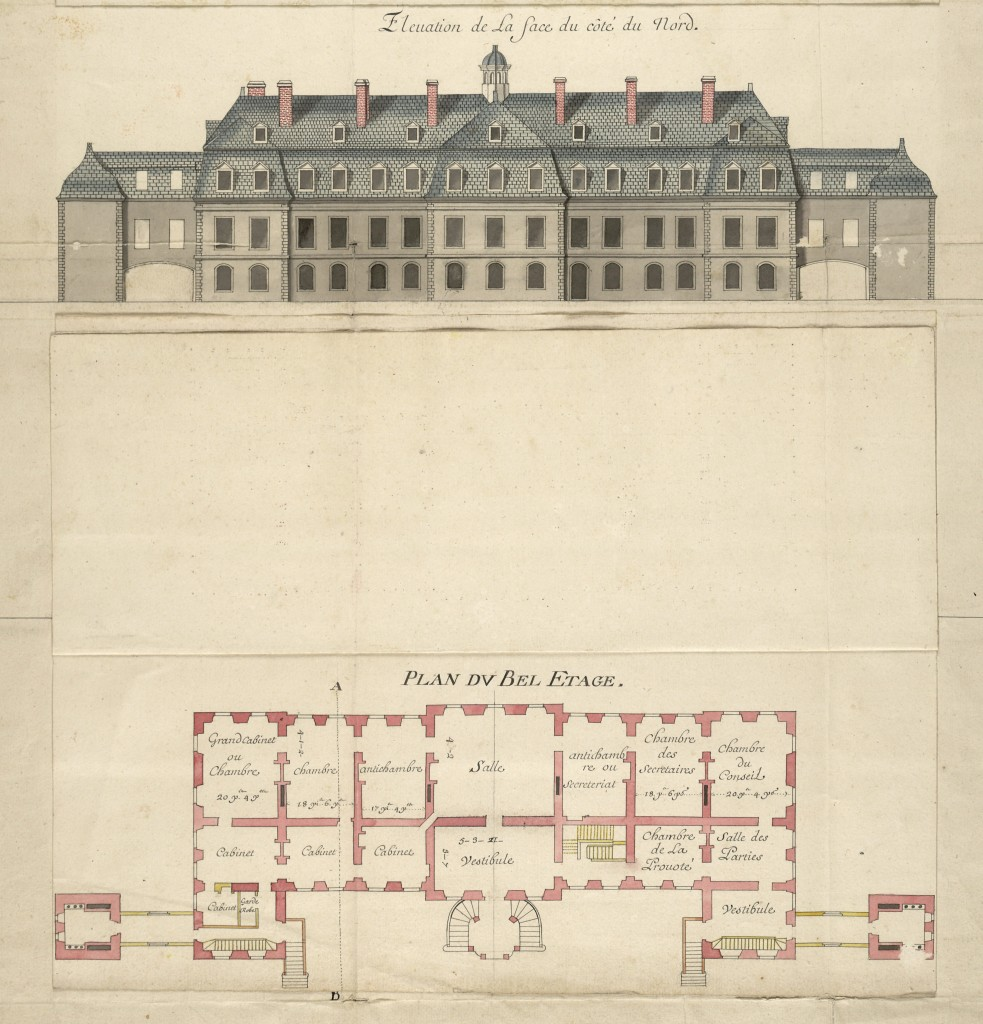
Le palais de l'intendant compte une salle pour les séances du Conseil.

Au cours des années, le Conseil souverain tient ses séances en différents lieux à Québec avant de se fixer à demeure. Après la résidence du huissier Levasseur, le Conseil souverain siège au palais de la Sénéchaussée ou encore au château Saint-Louis. Il siège ensuite pour la première fois dans la salle prévue pour lui dans le nouveau palais de l'intendant, auparavant la brasserie de l'intendant Jean Talon, le 10 janvier 1689. Par la suite et jusqu'à la fin du Régime français, le palais de l'intendant compte une salle pour les séances du Conseil.

## Commémoration
Le Conseil souverain est un tableau de Charles Huot qui orne le Salon rouge de l'Assemblée nationale depuis 1930. On y distingue notamment le gouverneur Mézy, le procureur Bourdon et Mgr de Laval.
Le ministère de la Culture et des Communications du Québec a désigné la première séance du Conseil souverain, qui s'est tenue le 18 septembre 1663, « événement historique » en 2013.

### Toponymie
De nombreuses rues et avenues de la Ville de Québec honorent la mémoire de membres du Conseil souverain, dont:
- Rue du Conseiller
- Avenue d’Amours (Mathieu d’Amours de Chauffours)
- Rue d’Auteuil (Denis-Joseph de Ruette d’Auteuil et François-Madeleine-Fortuné Ruette d’Auteuil)
- Rue de La Cardonnière (Augustin Rouer de Villeray et de la Cardonnière)
- Rue de La Chesnaye (Charles Aubert de La Chesnaye)
- Rue de La Martinière (Claude de Bermen de La Martinière)
- Avenue De Mézy (Augustin de Saffray de Mézy)
- Carré de Tilly (Charles Legardeur de Tilly)
- Avenue De Vitré (Charles Denys de Vitré)
- Rue Jean-Baptiste-Peuvret (Jean-Baptiste Peuvret Demesnu)
- Avenue Legardeur (Charles Legardeur de Tilly)
- Rue de la Trinité (Simon Denys de La Trinité)
- Rue Villeray (Louis Rouer de Villeray)